# Мала Інга
Мала Інга́ (рос. Малая Инга) — присілок у складі Сюмсинського району Удмуртії, Росія.
Населення — 225 осіб (2010; 272 в 2002).
Національний склад (2002):
- росіяни — 55 %
- удмурти — 45 %

## Урбаноніми[3]
- вулиці — Дорожня, Молодіжна, Центральна